# Louis Zamperini
Louis Silvie "Louie" Zamperini (Olean, 26 de janeiro de 1917 - Los Angeles, 2 de julho de 2014) foi um prisioneiro de guerra estadunidense da Segunda Guerra Mundial, sobrevivente da guerra, orador e atleta olímpico. Em 2010, Laura Hillenbrand escreveu Unbroken: A World War II Story of Survival, Resilience, and Redemption sobre suas experiências, considerado um best-seller, que em 2014 foi adaptado para o cinema como Unbroken ("Invencível" em português), filme dirigido por Angelina Jolie com Jack O'Connell no papel de Zamperini.

## Início
Zamperini nasceu em 26 de janeiro de 1917, em Olean, Nova Iorque, filho dos imigrantes italianos Anthony Zamperini e Louise Dossi. Tinha um irmão mais velho chamado Pete e duas irmãs mais novas, Virginia e Sylvia. A família mudou-se para Torrance, Califórnia em 1919, onde na escola participou de concursos colegiais. Zamperini e sua família não falavam inglês quando se mudaram para a Califórnia, tornando-o um alvo fácil para os valentões. Seu pai lhe ensinou técnicas de auto-defesa e boxe. Logo mostrou-se um bom lutador e até alegou: mas eu estava tão bom nisso que eu comecei a curtir a ideia de me profissionalizar. Eu era uma espécie de viciado nisso.

## Colegial
Para evitar que Louis se metesse em encrencas, seu irmão mais velho Pete o inscreveu na equipe de atletismo da escola onde já era um atleta. Pete levou Louis em corridas de treinamento literalmente o flagelando e castigando quando esse reduzia a velocidade. No final do seu primeiro ano, ele terminou em 5º lugar no All City C-divisão (competição para crianças) de 660 jardas.
Foi um reconhecimento, ninguém na escola, com exceção de alguns dos meus amigos, sabia o meu nome antes de começar a correr. Então, quando eu comecei a ganhar corridas, outros alunos me chamaram pelo nome. Pete me disse que eu tinha que parar de beber e fumar se eu quisesse fazer o meu melhor, e que eu tinha que correr, correr, correr. Eu decidi que no verão eu iria com tudo nos treinamentos. Foi um período onde eu não teria sequer um milkshake.
Depois de correr nos jogos de verão em 1932, iniciou com a modalidade cross-country ao longo dos últimos três anos do ensino médio, onde permaneceu invicto. Em 1934, Zamperini estabeleceu um recorde mundial intercolegial na modalidade mile run, corrida de uma milha, com clock de 4 minutos, 21 segundos e 2 000 milésimos nas eliminatórias para os campeonatos do estado da Califórnia. Na semana seguinte ele ganhou o campeonato CIF California State Meet com uma tempo de 4:27.8 minutos.  Esse recorde o ajudou a ganhar uma bolsa de estudo na Universidade do Sul da Califórnia.
Em 1936, ele decidiu se aproximar das Olimpíadas. Naquela época os atletas tiveram que pagar suas próprias passagens para as eliminatórias, mas devido o fato de seu pai ter trabalhado para a ferrovia, Louis poderia obter um bilhete de trem gratuitamente. Um grupo de comerciantes de Torrance levantou dinheiro suficiente para as passagens. As disputas para os 1 500 metros daquele ano foi atletas do porte de Glenn Cunningham medalista de prata, Archie San Romani e Gene Venzke e Zamperini se deparou com um grande desafio para fazer parte da equipe. Zamperini escolheu então tentar vagas para os 5 000 metros. Em um dos dias mais quentes do ano no Downing Stadium em Randalls Island os presentes viram o co-favorito Norm Bright e vários outros atletas colapsarem durante a corrida. Foi relatado que 40 pessoas morreram por causa do calor em Manhattan naquela semana. Como resultado final da última tentativa, Zamperini terminou a prova com um empate contra o recorde americano de atletismo, onde o outro titular era Don Lash e se qualificou para os Jogos Olímpicos de Verão de 1936 em Berlin, Alemanha. Aos 19 anos, ele foi o mais jovem americano a se qualificar para esse evento.